# Casa-fàbrica Bertran

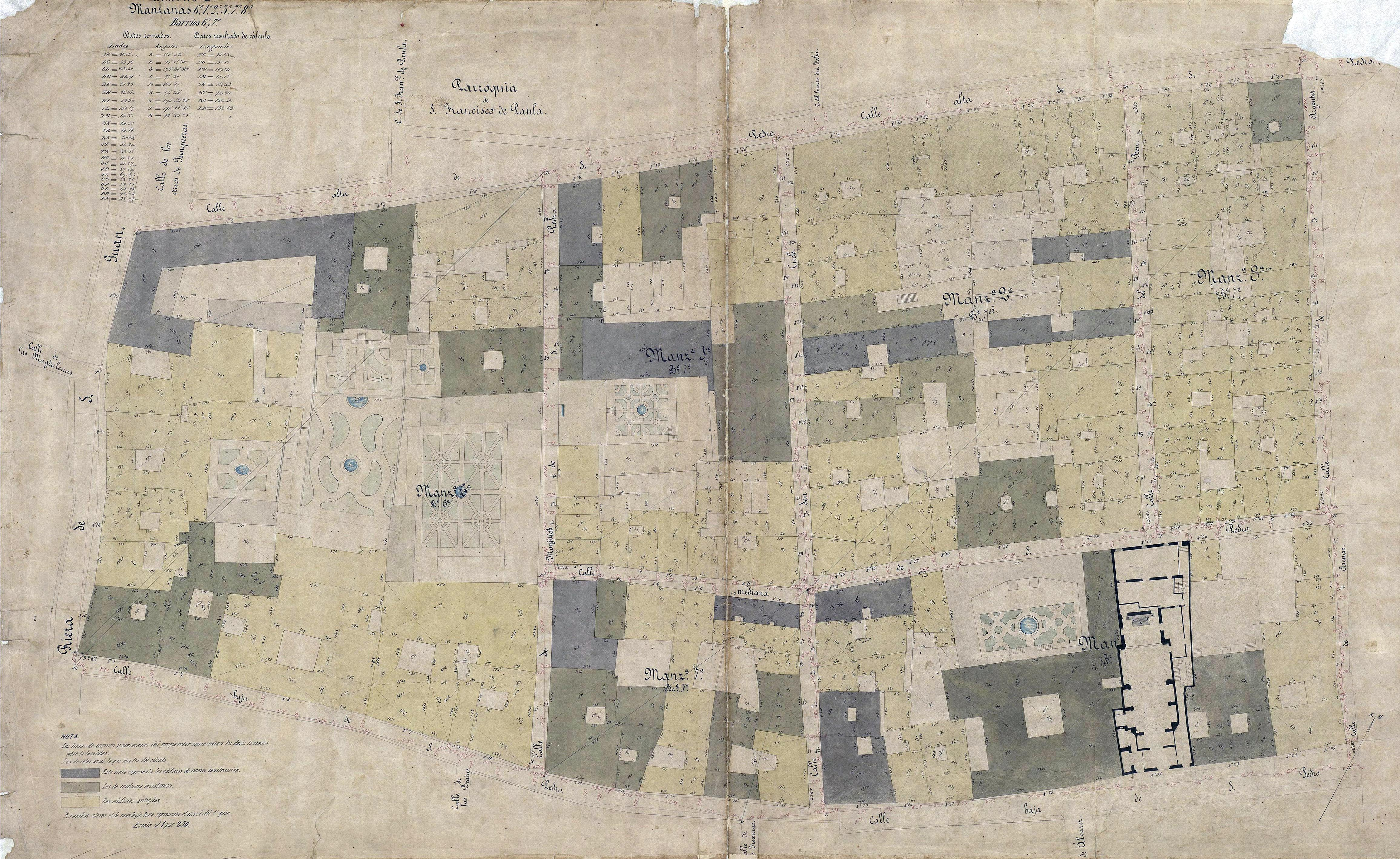
Quarteró núm. 24 de Garriga i Roca

La casa-fàbrica Bertran és un edifici situat al carrer de Sant Pere Més Baix, 35 de Barcelona, catalogat com a bé amb elements d'interès (categoria C).

## Història
El 1716, Gertrudis de Muxiga i Llussàs, filla i hereva del donzell Antoni de Muxiga i Ginebreda i esposa del mercader Josep de Duran i Móra, va establir en emfiteusi al mestre de cases Rafael Bertran i Tap una finca als carrers de Sant Pere Més Baix i Sant Pere Mitjà. Aquest morí el 1722, i la propietat va passar a mans del seu germà Pere, autor de la Caserna de Sant Agustí Vell i del Convent de Sant Agustí Nou. A la mort d'aquest el 1751, el seu patrimoni fou heretat pel seu fill Pere Bertran i Pahissa, també mestre de cases, que va morir el 1782, deixant com a hereu el seu germà Miquel.
El 1796, el seu fill Francesc Bertran i Cortada, fabricant d'indianes, va demanar permís per a obrir una finestra al segon pis del carrer de Sant Pere Més Baix, i novament el 1797 per a obrir un portal i una finestra al carrer de Sant Pere Mitjà. El 1815, va demanar permís per a reedificar el cos d'aquest darrer carrer, segons el projecte del mestre de cases Ponç Camps, i novament el 1818 per a tapiar la porta del magatzem al carrer de Sant Pere més Baix. El 1819 va presentar un projecte de reforma de la façana d'aquest darrer carrer, i el 1822 va demanar permís per a eixamplar-hi una finestra enreixada. El 1824, va demanar per a convertir una finestra en porta a la «quadra» que tenia llogada al carrer de Sant Pere Mitjà.
A la seva mort, la propietat passà a mans del seu fill Josep Bertran i Ros, que el 1832 va demanar permís per a transformar les golfes al carrer de Sant Pere Més Baix en un tercer pis, segons el projecte de l'arquitecte Josep Vilar, i novament el 1833 per a reformar-ne la façana, segons el projecte del mateix autor. El 1845, va vendre la propietat per 25.200 lliures al coronel graduat d'Infanteria Fèlix Maria Robertí i Teixidor, que el 1851 la va donar en dot a la seva afillada Francesca de Borja Trobada, casada amb Francesc Artigas i Esteve, i després passaria a mans de les seves filles Clementina i Dolors Artigas i Trobada.
Segons la guia El Consultor del 1857, al carrer de Sant Pere Més Baix hi havia el despatx de la fàbrica d'estampats de Joan Portabella a Vic, i al de Sant Pere Mitjà la fàbrica de teixits d'Antoni Morante. En una altra guia del 1864 hi figurava el despatx de la fàbrica d'estampats de Manuel Bertran a Sant Feliu de Llobregat: «Bertran Manuel; fábrica de estampados de algodon; especialidad en indianas de luto y fondo blanco para camisas. Se sirven pedidos á todos puntos c. Baja S. Pedro, 35. La fábrica, montada a la altura de las principales de su clase, se halla situada en S. Felio de Llobregat.»
A principis del segle xxi, el cos del carrer de Sant Pere Mitjà va ser enderrocat i reedificat de nova planta, el que va motivar una intervenció arqueològica.

## Descripció
Es tracta d'un edifici del segle xviii, amb els baixos força modificats i la resta de la façana revestida amb un estucat de color rosa.. Els balcons del principal han estat convertits en finestres, tot perdent les baranes de ferro forjat i les llosanes d'obra que encara es conserven als dos pisos superiors. Les obertures tenen brancals i llindes de pedra de Montjuïc motllurada, i el ràfec amb tortugada queda enllaçat amb la de l'edifici veí del núm. 37.